# 게오르기 플로롭스키

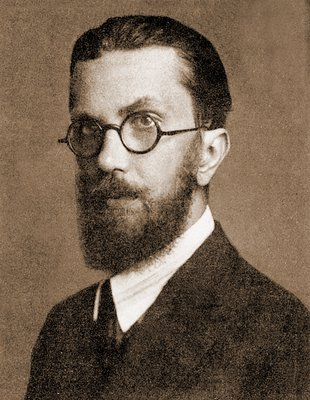

게오르기 바실리예비치 플로롭스키(러시아어: Георгий Васильевич Флоровский, 영어: Georges Vasilievich Florovsky, 1893년 9월 9일 - 1979년 8월 11일)는 정교회의 기독교 사제, 신학자, 역사가 그리고 교회일치운동가였다. 러시아 제국 오데사 출생한 그는 파리 (1920-1949)와 뉴욕 (1949-1979)에서 생활했다. 세르게이 불가코프, 블라디미르 로스키, 유스틴 포포비치 그리고 두미트루 스터닐로아에와 함께 그는 20 세기 중반에 가장 영향력있는 정통 기독교 신학자 중 한 명이었다. 그는 특히 근대의 기독교 신학이 스콜라 신학이나 종교 개혁의 사상범주보다는 분열이전의 교회에 있던 교부들의 전통속에서 좀더 생생한 지적 토론을 통하여 영감을 얻을 수 있다고 주장하였다.

## 개요
게오르기 플로롭스키는 20세기 러시아의 가장 권위 있고 뛰어난 정교 신학자다.
플로롭스키는 오데사의 정교 사제이자 신학교 교장의 아들로 태어나 노보로시스크 대학 역사학부를 졸업한 후, 1920년에 대학의 비상근 강사로 위촉되었다. 그러나 바로 그해 프라하로 망명하게 되고, 그곳에서 게르첸에 대한 논문으로 석사 학위를 취득한다.
전문적인 신학 교육을 받지 못했는데도, 그는 교부들에 대한 연구에 매진해 교부학자로서 명성을 얻었다. 점차적으로 형성된 그의 세계관은 당시 해외로 망명한 대다수의 종교적 인텔리겐치아들과는 달리 세속 철학이 아닌 신학 전통에 기반을 둔 것이었다. 그는 잠시 ‘유라시아주의’와 관련을 맺기도 했는데, 그 이유는 서구와 서유럽 철학에 대한 유라시아주의의 조심스러운 부정적 태도가 그의 관심을 끌었기 때문이었다. 이 시기에 쓰인 대표 작품으로는 ≪인간의 지혜와 신의 지혜(Человечечкая и Божественная мудрость)≫(1922)가 있다.
1926년에 그는 막 생겨난 파리 신학교의 교부학 교수로 초빙되었으며, 1932년에는 서유럽을 총괄하는 대주교의 성직을 받게 되어 사제의 길로 들어서게 된다. 그의 생애에서 파리에서 활동한 시기에 결실이 가장 풍부했다. 이때 교부들에 대한 두 권의 저서[≪4세기 동방의 교부들(Восточные Отцы Четвертого Века)≫과 ≪5세기부터 8세기까지의 비잔틴의 교부들(Визатийские Отцы от V до VIII столетия)≫]와 ≪러시아 신학의 여정≫(1937)을 출판했다. 그 외의 저서들로는 ≪십자가에서의 죽음(Смерть на кресте)≫(1930), ≪기독교적 연합의 문제들(Проблемы христианского объединения)≫(1933) 등이 있다.
1948년에 미국의 대주교 페오필(Феофил)의 초청으로 뉴욕으로 이주해 성 블라디미르 신학교의 교수가 되었으며, 후에는 학장직을 맡았다. 1956년부터 1964년까지 하버드 대학교에서 교수를 지냈으며, 브루클린에 있는 성 십자가 그리스정교 신학교에서도 강의했다. 그는 은퇴 후에도 프린스턴 대학에서 방문 교수로서 강의를 계속했다. 1979년 8월 11일 프린스턴에서 생을 마감했다.

## 작품
- Eastern Fathers of the Fourth Century (1931. Paris)
- The Ways of Russian Theology (online)
- The Catholicity of the Church online
- The Lost Scriptural Mind online
- On Church and Tradition: An Eastern Orthodox View online
- St. John Chrysostom. The Prophet of Charity online 보관됨 2004-12-17 - 웨이백 머신
- The Ascetic Ideal and the New Testament. Reflections on the Critique of the Theology of the Reformation online
- The Limits of the Church, Church Quarterly Review, 1933 (online)
- Following the Holy Fathers (Excerpt of The Collected Works of Georges Florovsky Vol. IV, "Patristic Theology and the Ethos of the Orthodox Church," Part II, p. 15-22) online
- St Gregory Palamas and the Tradition of the Fathers, 1961 online
- Revelation and Interpretation online
- Scripture and Tradition: an Orthodox View online
- The Work of the Holy Spirit in Revelation online
- Holy Icons online
- Collected works published 1972-1979 (vol. 1-5) in Belmont, Mass. by Nordland Pub., and 1987-1989 (vol. 6-14) in Vaduz, Europa by Büchervertriebsanstalt.
  - Collected Works. Volume 1: Bible, Church, Tradition
  - Collected Works. Volume 2: Christianity and Culture excerpts online
  - Collected Works. Volume 3: Creation and Redemption [excerpts online]
  - Collected Works. Volume 4: Aspects of Church History excerpts online
  - Collected Works. Volume 5: Ways of Russian Theology, Part I
  - Collected Works. Volume 6: Ways of Russian Theology, Part II
  - Collected Works. Volume 7: Eastern Fathers of the Fourth Century
  - Collected Works. Volume 8: Byzantine Fathers of the Fifth Century
  - Collected Works. Volume 9: Byzantine Fathers of the Sixth to Eight Centuries
  - Collected Works. Volume 10: Byzantine Ascetic and Spiritual Fathers
  - Collected Works. Volume 11: Theology and Literature
  - Collected Works. Volume 12: Philosophy
  - Collected Works. Volume 13: Ecumenism I: A Doctrinal Approach
  - Collected Works. Volume 14: Ecumenism II: An Historical Approach

## 같이 보기
- 존 지지울라스